# 張學曾 (明朝畫家)

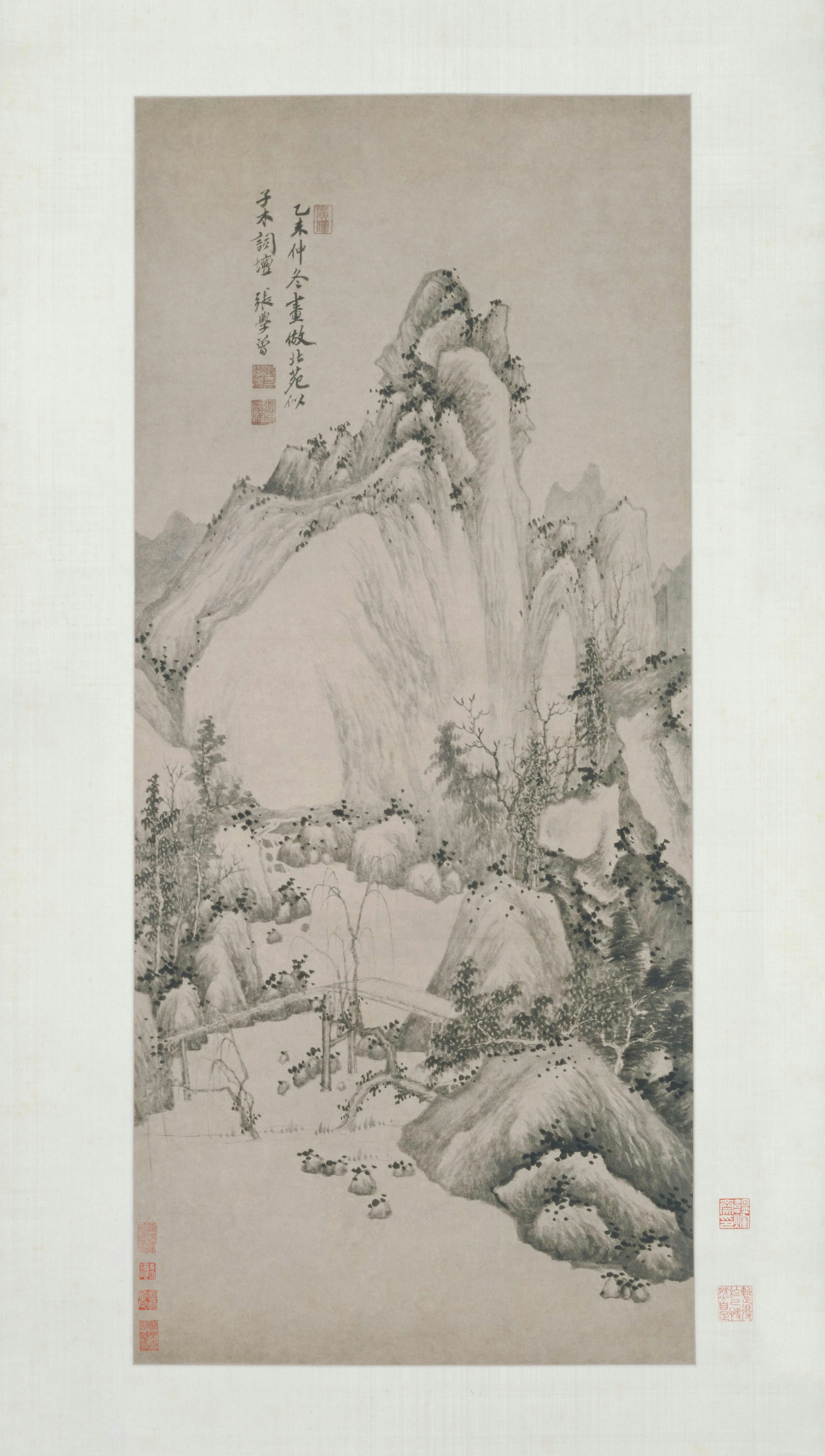
张学曾仿董源《山水图》（北京故宫博物院藏）

張學曾（?—?），字爾唯，號約庵，山陰（今浙江紹興）人。

## 生平
生卒年不詳。崇禎六年（1633年）副貢，入清，官至蘇州府知府，不久辭官。書法學蘇軾，善畫山水，師法董源。與王时敏、王鉴、董其昌、李流芳、杨文骢、程嘉燧、卞文瑜、邵弥为“画中九友”。周亮工《讀畫錄》载：“虽有六法，而写意本无一法，妙处无他，不落有而已。世之目匠笔者，以其为法所碍。……笔势空苍，吐纳北苑，不作元人佻薄气。”順治十四年（1657年）作《詩畫卷》，尚在世。